# Centrale idroelettrica di Ascoli Porta Romana
La centrale di Porta Romana è una centrale idroelettrica, situata ad Ascoli Piceno.

## Caratteristiche
La centrale fa parte del sistema di centrali costruite sul fiume Tronto ed è costituita da tre gruppi Francis.
È costruita lungo il corso del Tronto a valle di quella di Capodiponte; l'acqua di questa centrale, infatti, viene sbarrata da una traversa nella frazione di Mozzano del comune di Ascoli Piceno per proseguire con una galleria di 5,5 km e poi una condotta forzata verso la centrale di Porta Romana.